# 1770 год в музыке

## События
- 14-летний В. А. Моцарт в первый раз услышал Miserere Аллегри, возвратился домой и воспроизвёл произведение нота в ноту.
- Франсуа Жозеф Госсек основал оркестр под названием «Концерт любителей»[фр.], который вскоре приобрёл известность как один из лучших оркестров Европы.
- Мадам Стюарт[англ.] поставила первый в Осло балетный спектакль.
- Американский композитор Уильям Биллингс[англ.] опубликовал первую версию своей песни «Честер», ставшей во время Американской революции главной патриотической песней[1].
- 16 сентября — в придворном театре Эстерхази состоялась премьера оперы Йозефа Гайдна «Рыбачки»[итал.].

## Классическая музыка
- Михаэль Гайдн — Symphony in G major.
- Вольфганг Амадей Моцарт — Symphony No. 10, 11, 81, 95, 97, String Quartet No. 1.
- Пьетро Нардини — Sonatas for 2 Flutes/Violins and Basso Continuo.

## Опера
- Антонио Сальери — «Учёные женщины» (итал. Le donne letterate) и «Невинная любовь» (итал. L'amore innocente).
- Никколо Йоммелли — «Покинутая Армида» (итал. Armida abbandonata) и «Демофонт» (Demofoonte).
- Антонио Саккини — «Сципион в Карфагене» (итал. Scipione in Cartagena), «Каллирое» (итал. Calliroe), «Китайский герой» (итал. L'eroe cinese) и «Адриан в Сирии» (итал. Adriano in Siria).
- Андре Гретри — «Сильван» (Silvain), «Двое скупых[англ.]» и «Опыт дружбы» (фр. L'amitié à l'épreuve).
- Иоганн Адам Хиллер — «Охота» (нем. Die Jagd)
- Вольфганг Амадей Моцарт — «Митридат, царь Понтийский» (итал. Mitridate, re di Ponto)
- Йозеф Мысливечек — La Nitteti.
- Кристоф Виллибальд Глюк — «Парис и Елена» (итал. Paride ed Elena).
- Чарлз Дибдин — «Сержант-рекрутёр» (англ. The Recruiting Serjeant).

## Родились
- 18 февраля — Иоганн Христиан Генрих Ринк, немецкий композитор, органист и музыкальный педагог (умер в 1846).
- 20 февраля — Фердинандо Карулли, итальянский композитор и педагог, считается одним из первых сольных исполнителей на классической гитаре, автор первого в истории полного пособия для обучения игре на гитаре (умер в 1841).
- 22 февраля — Ян Непомук Августин Витасек, чешский композитор, пианист, клавирный виртуоз, хормейстер, органист, музыкальный теоретик и педагог, один из последних представителей чешского классицизма (умер в 1839).
- 26 февраля — Антонин Рейха, чешский и французский композитор, теоретик музыки, педагог (умер в 1836).
- 19 мая
  - Антуан-Шарль Глашан (фр. Antoine-Charles Glachant), французский скрипач и композитор, сын Жана-Пьера Глашана, дирижёр оркестра оперного театра Théâtre des Délassements-Comiques[фр.] (умер в 1851).[2]
  - Иоганн Непомук Шуберт (нем. Johann Nepomuk Schubert), австрийский церковный композитор (умер в 1840).[3]
- 4 июня — Джеймс Хьюитт[англ.], американский дирижёр, композитор и музыкальный издатель (умер в 1827).
- 8 ноября — Фридрих Витт[англ.], немецкий композитор и виолончелист (умер в 1836).
- 29 ноября — Петер Гензель, немецко-австрийский композитор и скрипач (умер в 1831).
- 13 декабря — Джон Кларк Уитфилд[англ.], английский органист и композитор (умер в 1836).
- 16 декабря[4] — Людвиг ван Бетховен, немецкий пианист и композитор, последний представитель «венской классической школы» (умер в 1827).
- 17 декабря — Иоганн Фридрих Шуберт (нем. Johann Friedrich Schubert), немецкий скрипач и композитор (умер в 1811).[5]

## Умерли
- 26 февраля — Джузеппе Тартини, итальянский скрипач-виртуоз и композитор (род. в 1692).
- 19 апреля — Эспри Антуан Бланшар[фр.], французский музыкант и композитор (род. в 1696).
- 9 мая — Чарльз Ависон[англ.], английский композитор и органист, автор первой критической работы на английском языке (род. в 1709).
- 1 октября — Луи-Габриэль Гиймен[фр.], французский композитор и скрипач (род. в 1705).
- 9 декабря — Готлиб Муффат, австрийский композитор и органист, сын Георга Муффата (род. в 1690).
- 13 декабря — Иоганн Генрих Хартманн Бац (нем. Johann Heinrich Hartmann Bätz), немецкий органный мастер, большую часть жизни проведший в Нидерландах (род. в 1709).